# 青岛医学院
青岛医学院曾是中华人民共和国山东省青岛市的一所高等院校，是国务院首批批准有硕士学位授予权的高等医学院校之一，为现青岛大学医学院的前身。

## 发展变迁
学校发足于青岛第二次日占时期。1939年4月，最初为学制5年的青岛医科大学，占用市立医院（胶州路1号）西半部分作为校舍，以同仁会青岛医院（原德国督署医院旧址）为教学基地。1940年5月，改称同仁会青岛东亚医（科）学院。1944年7月，改设为青岛医学专门学校（俗称东亚医专），学制改为4年。
1946年1月，国立山东大学在青岛复校，医学院被移交给山大筹建其下属的医学院，妇产科专家李士伟教授被任命为医学院首任院长；设一个医疗专业不设系，学制6年，首届全国招生60名于10月开学；并将原“同仁会青岛医院”改称“国立山东大学附设医院”，作为山东大学医学院的教学实习医院。同年4月，由于原东亚医专校舍原属市立医院，山大医学院迫于压力迁出胶州路1号。
1949年6月青岛解放，曾任延安中央医院院长的医学专家魏一斋担任医学院院长。学院集中了一批国内知名的专家、教授，如徐佐夏、潘作新、穆瑞五、沈福彭等。
1956年8月，山东大学医学院独立建院，称青岛医学院，校址由鱼山路5号迁至黄台路10号（校本部）和松山路16号。山东大学医学院附设医院亦改称青岛医学院附属医院。9月29日学院举行独立建院大会，确定这一天为校庆日。1956～1966年，是医学院稳定发展的10年，基础和临床教研室达30多个，教学设备总额达110万元。临床教学实习医院，除附属医院和青岛市的6所市级综合、专科医院外，还扩大到昌潍、烟台两地区的4所地区级医院。1958年调出一部分骨干教师支援建立昌潍医学院；同年还调出5名骨干教师支援烟台地区莱阳卫生学校。1965年根据省人委指示，负责为临沂地区筹建沂水医学专科学校，并调出教职员工120余人到该校工作。1966年“文化大革命”开始，学院停止招生。
1970年10月，学院迁至惠民地区北镇（今滨州市）办学。1974年医学院留1/3的教职工和物资设备在北镇成立青岛医学院北镇分院。1976年青岛医学院正式搬回青岛原址，北镇分院成为滨州医学院。
中共十一届三中全会以来，学院已从单一医学专业发展为多学科多层次的综合性医科院校。1988年在校学生发展到1995人，其中硕士研究生82人，本科生1592人，专科生104人，夜大生207人。此外，还有不同层次的中专、高级护士等《专业证书》教学班和师训班，预防医学函授大专班等。学院设有临床医学、儿科医学、医学检验、营养、医学影像学5个专业。除医学影像学专业学制3年外，其余均为5年。学院经国务院首批批准，从1978年开始，有14个学科18个专业培养硕士研究生。1987年全院有教职员工851人(不含附属医院)，其中教师395人，在教师中有正、副教授132人，讲师146人。部分国内知名的专家、教授担任了全国高等医学院校统用教材的主编或编写人，编写的教材有《卫生学》、《生物化学》等。学院直属的专门科研机构有心血管病研究所和皮肤病研究所。此外还有眼科病理研究室、神经生理与解剖研究室、营养与食品研究室、低温医学研究室、病毒研究室、肿瘤防治研究室、计划生育研究室、神经病学研究室等。1956～1987年，学院教师、科研人员、医疗人员在省级以上刊物发表的论文(包括出版的专著)达2000余篇(本)，其中有100余项获国家、省、市级科研成果奖。特别是近几年有多项科技成果在国际上获奖或达到国际水平。朱震教授创制的ZMCR-100型携带式小型多功能心脏急救仪，在1987年9月第三十六届布鲁塞尔尤里卡世界发明博览会上获金质奖，同年获国家教委科技进步二等奖；曲魁遵教授的“酒渣鼻防治技术及肤螨灵”研究成果，1988年在第十四届日内瓦国际发明展览会上获银质奖；附属医院神经外科副主任医师陈世全研制的“袖珍式无创伤皮肤对合器”，获1988年尤里卡世界发明博览会铜质奖。李珏声教授等研究的“辐照花生仁保藏效果及卫生标准”获国家科技进步三等奖。近几年学院先后派出20余名专家、教授出国讲学和参加国际学术会议。朱震教授应邀在美国进行了心血管病方面的讲学活动。学院还邀请美国、日本、法国、澳大利亚、加拿大等国的医学专家到校讲学和短期教学。学院共占地193亩，建筑面积7万多平方米。教学设备总值700万元，拥有一批先进的仪器设备，如超速离心机、血液气体分析仪、八导生理仪、氨基酸分析仪、原子吸收光谱仪、气相色谱仪、液体闪烁仪、冷冻干燥机、100万倍透视电镜和30万倍扫描电镜等，图书馆藏书26万余册，中外文杂志1 440余种。学院有2所附属医院。青岛医学院已为国家培养了近万名各类高级医学专门人才。刘猷枋获1987年度世界文化理事会颁发的“阿尔伯特·爱因斯坦”世界科学奖；王贤才独自一人完成了第十三版《希氏内科学》译述工作。程国良攻克显微外科手术断指再植等方面的高难技术，取得多项达国际水平的成果。
1993年5月山东省政府发文，由原青岛大学、山东纺织工学院、青岛医学院、青岛师范专科学校合并组建而成新青岛大学。